# 김철 (차관)
김철(金哲, 1960년경 출생)은 조선인민군에서 차관으로 근무했다. 그는 김정일 애도 기간에 '음주와 방탕' 혐의로 화려한 방식으로 숙청되고 처형된 것으로 알려졌다. 대한민국 언론은 그가 총살된 것이 아니라 박격포 포격에 의해 폭발했다고 보도했다. 그러나 포린 폴리시는 이러한 주장이 아마도 가십에서 유래했을 가능성이 높다고 보고 북한 엘리트들의 폭력적인 죽음에 대한 이야기가 '과장'되는 경향이 있다고 지적했다.
김철은 김정은 집권 과정에서 숙청된 당·군·정 간부 14명 중 한 명이다.

## 같이 보기
- 북한 언론 보도